# Limfjordsbroen
Limfjordsbroen er en bro der forbinder Nørresundby og Aalborg over Limfjorden. Broen blev indviet 30. marts 1933 under overværelse af op mod 30.000 tilskuere og med deltagelse af Thorvald Stauning.
Broen var betalingsbro frem til 1935, hvor den blev afgiftsfri samtidig med åbningen af den gamle Lillebæltsbro, som det også skulle være gratis at benytte.
- Længde: 540,4 meter
- Bredde: 21,4 meter
- Gennemsejlingshøjde: 9,5 meter, kan åbnes
- Gennemsejlingsbredde: 30 meter
- Byggeperiode: 1930 – 1933
- Indvielsesdato: 30. marts 1933
- Bilspor: 4
- Togspor: ingen
- Cykelstier: 2
- Fortove: 2

## Forgænger
Den første faste forbindelse mellem de to byer blev etableret i 1865 i form af en pontonbro, som var i brug indtil den nuværende bro blev etableret i 1933. Kong Christian den Niendes Pontonbro, som på Aalborg-siden landede lidt øst for Limfjordsbroens landfæste, kunne kun klare begrænsede belastninger og fx ikke tage datidens fuldt lastede lastvogne. Den var også hæmmet af kun langsomt at kunne åbnes og lukkes når skibstrafik skulle passere.

## Opførelse
Broen opførtes over 150 uger i 1930-1933 under medvirken af 100-200 arbejdere fra Aalborg. Store dele af elementerne blev bygget på Aalborgs havnefront vest for broens nuværende placering. Det lykkedes at gennemføre opførelsen uden ulykker med dødelig udgang.
En uge før indvielsen gennemførtes en belastningsprøve, idet 48 fuldt belæssede lastbiler blev placeret på broklapperne.
Den 9. maj 1960 indviedes en udvidelse, idet kørebanens bredde blev øget fra 8,5 m til 12,5 m og cykelsti og gangareal placeret udenfor den oprindelige bro.